# Blue1

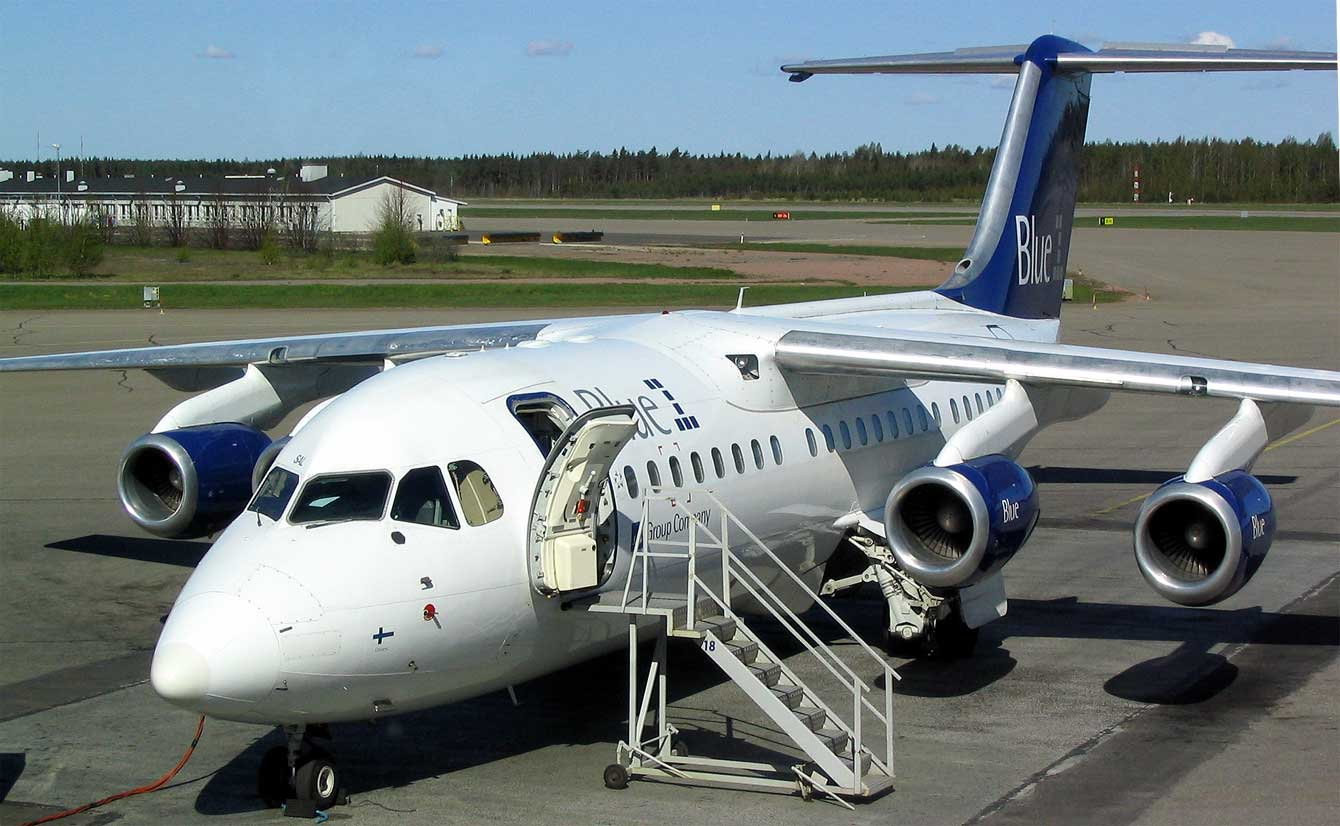
Un Avro RJ85 (matrícula OH-SAL) de Blue1 en el Aeropuerto de Turku.

Blue1 (IATA: KF, ICAO: BLF) fue una aerolínea finlandesa radicada en el aeropuerto de Helsinki-Vantaa. Fue una compañía regional dependiente de Scandinavian Airlines System (SAS) que realiza sus conexiones entre Helsinki y Estocolmo y Copenhague. También operaba vuelos nacionales y otros destinos en Europa. Además de la base en Vantaa, también contaba con hubs en los aeropuertos de Copenhague-Kastrup y Estocolmo-Arlanda. Blue1 es el primer miembro regional de Star Alliance y SAS tiene 100% de Blue1 desde 1998.

## Historia
La aerolínea se instauró en 1987 y comenzó a operar en 1988 bajo el nombre de Air Botnia. Fue comprada en 1998 por Scandinavian Airlines System (SAS). En enero de 2004, cuando la compañía de bajo coste Flying Finn se fue a la bancarrota, la aerolínea fue renombrada como Blue1. Comenzó con vuelos de Flying Finn y el primer destino fue Oulu, después vinieron Kuopio, Rovaniemi o Turku.
Pertenece a Star Alliance desde el 3 de noviembre de 2004.
La compañía cesó sus operaciones en 2015.

## Flota
La flota de Blue1 consta de los siguientes aviones (A 14 de abril de 2011):
- 2 ATR 72-500, 62-74 pasajeros
- 9 Boeing 717, 120 pasajeros
- 4 Saab 2000